# نادي سعد
نادي سعد الرياضي هو فريق كرة قدم عراقي مقره في الدور، صلاح الدين، يلعب في الدوري العراقي الدرجة الثالثة، تأسس النادي في 5 نوفمبر 1989، فاز بلقب الدوري الدرجة الثالثة ودوري الدرجة الثانية على التوالي في عام 1991 وعام 1992. لعب الفريق تحت اسم (نادي الدور الأهلي) في الدوري العراقي الممتاز للمرة الأولى في موسم 1992-1993.

## روابط خارجية
- نادي سعد (الدور الأهلي) على موقع Goalzz.com
- أندية العراق - تواريخ التأسيس